# Cerje (Vrbovec)
Cerje je selo koje se nalazi sjeverno od Vrbovca. Prema popisu iz 2001. godine ima 207 stanovnika. 
Spominje se 1510. g. kao posjed gospoštije. Sve većim širenjem grada Vrbovca, uskoro je za očekivati urbanizaciju sela Cerje i uklapanje u sam grad Vrbovec kao urbano središte. Selo je udaljeno 2 km od centra Vrbovca.
Iznad sela se nalaze vikendice s vinogradima (tzv. kleti), gdje lokalno stanovništvo proizvodi vino za svoje potrebe.

## Stanovništvo
| broj stanovnika | 125   | 134   | 115   | 176   | 226   | 234   | 229   | 228   | 242   | 251   | 233   | 231   | 212   | 229   | 207   | 217   | 195   |
|                 | 1857. | 1869. | 1880. | 1890. | 1900. | 1910. | 1921. | 1931. | 1948. | 1953. | 1961. | 1971. | 1981. | 1991. | 2001. | 2011. | 2021. |